# Stichting Elvas
Stichting Elvas werd in 1974 opgericht als opvolger van de Moderne Jeugdraad (1948-1974), met als taak dienstverlening op het terrein van jeugd- en jongerenwerk, actiegroepen en vrijwilligersgroepen. Elvas is een acroniem van Stichting Landelijk Vrijwilligers Aktiviteiten Sentrum.
De Elvas was een gesubsidieerde instelling gevestigd in een oude school naast het Muiderpoortstation te Amsterdam. Ze werd in 1985 opgeheven.
Deelnemers waren ongeveer 40 tot 50 actiegroepen. Tot de dienstverlening behoorde ook een drukkerij. De stichting raakte in forse problemen toen bleek dat enkele medewerkers buiten kantooruren deze drukkerij te eigen bate exploiteerden.
Een bekende actiegroep die bij de Elvas huisvesting vond, was Rover. Ook de International Society Kurdistan was een van de deelnemers, evenals de energie-actiegroep WISE. Directeur was gedurende enkele jaren Jaap Ruygers, de latere voorzitter van de deelraad in de Bijlmermeer.
Het archief van de Elvas berust bij het Internationaal Instituut voor Sociale Geschiedenis en is daar beperkt toegankelijk in verband met privacy van nog levende personen.